# Iarna bobocilor
Iarna bobocilor este un film românesc din 1977, regizat de Mircea Moldovan după scenariul scriitorului Petre Sălcudeanu. Rolurile principale sunt interpretate de actorii Draga Olteanu-Matei, Marin Moraru, Constantin Diplan, Carmen Galin, Sebastian Papaiani, Nae Gh. Mazilu și Emil Hossu, în timp ce naratorul poveștii este Octavian Cotescu.
El continuă acțiunea filmului Toamna bobocilor (1975), din care preia personaje și situații.

## Rezumat
La doi ani de la evenimentele descrise în filmul Toamna bobocilor, în satul Viișoara a apărut o problemă complicată: bărbații din sat au plecat în mare majoritate să muncească la fabrica din apropiere după ce apriga Varvara (Draga Olteanu-Matei) a fost aleasă președinte al CAP-ului în locul soțului ei, Toderaș (Marin Moraru). Pentru ca reputația lui să nu fie știrbită de această înlocuire, Toderaș se pretinde a fi bolnav și stă mai mult acasă, ocupându-se de treburile gospodărești și de cele trei fete. Ca urmare a acestei situații, CAP-ul din Viișoara nu și-a îndeplinit planul cu 14%.
În cei doi ani scurși, inginerul agronom Geo Severus (Constantin Diplan) a format un cuplu cu învățătoarea Silvia (Monica Ghiuță), medicul Ovidiu Ghiculescu (Emil Hossu) este concurat de sosirea medicului Vasile Melișor (Virgil Ogășanu) de la Pogoanele, care dă diagnostice corecte oamenilor din sat după ce felcerul Simion (Nae Gh. Mazilu) îi chestionează în sala de așteptare, iar ciobanul șef Liviu Traian (Vasile Nițulescu) s-a însănătoșit și și-a reluat activitatea. Tehnicianul Pompei (Sebastian Papaiani), fostul șef al organizației locale de tineret a PCR, s-a dus și el la fabrică, înstrăinându-se de Paulina (Ileana Iurciuc), responsabila magazinului mixt din localitate. În sat sosește profesoara de greacă Praxiteea (Carmen Galin), care primise repartiție ca profesoară de muzică. Noua profesoară atrage atenția puținilor bărbați rămași.
Bărbații plecaseră la fabrică și din cauza faptului că acolo se câștiga mai bine, iar bufetul rural își depășește lunar planul la vânzări de băuturi spirtoase, însuși Iustinian (Paul Lavric), primarul comunei, fiind un vizitator frecvent al localului. Femeile decid să-și readucă bărbații în sat pentru a lucra la CAP. Despina (Florina Cercel) îi dă ceasul înapoi soțului ei, Tiberiu Popa (Constantin Bîrliba), pentru ca acesta să întârzie la fabrică și să fie concediat. Analizând situația, inginerul Geo vine cu ideea de a investi 100.000 de lei într-un an și jumătate pentru ca salariul pe o zi de muncă să crească de patru ori; în acest sens, el are nevoie de 50 de bărbați pentru a munci în sat. Politica Varvarei este ca oamenii să câștige mai bine în sat decât la fabrică, iar bărbații să fie forțați astfel să se întoarcă.
Praxiteea face poze prin sat, surprinzându-i pe bărbați consumând băuturi spirtoase la crâșmă. Primarul, surprins și el acolo, face o cerere la Consiliul Județean de Partid să o mute pe profesoară, dar află că aceasta este jurnalistă la „Ogorul socialist” și a venit în sat, sub acoperire, pentru a realiza un material pentru televiziune. 
Geo găsește o propunere mai veche a lui Toderaș privind construirea unei sere de zarzavaturi, care fusese respinsă de conducerea raionului, și vrea să o realizeze. El vrea să antecontracteze producția de zarzavat cu fabricile din jur pentru a obține 50.000 de lei pe care să-i folosească la construirea serei. Varvara se implică și ea, acuzându-l pe primarul Iustinian că nu se implică în însănătoșirea agriculturii satului. Temându-se că va fi prezentat negativ în filmul Praxiteei, primarul reface planul de culturi pe baze reale. Varvara se duce la fabrică și află că directorul este Pătruț al Carolinei din Pogoanele; ea îi cere acestuia să-i dea fier, sticlă și bani, precum și 25 de oameni din fabrică, pentru a construi serele din sat.  
Directorul fabricii hotărăște ca serele de zarzavaturi să se facă în Viișoara, trimite materiale de construcție și dispune detașarea a 25 de muncitori pentru a lucra la construirea serelor. Bucuroasă, Varvara le face cinste țăranilor cu țuică, iar Praxiteea îi filmează pe localnici beți. Ca urmare a sprijinul oferit de fabrică, serele sunt construite într-o perioadă scurtă de timp. Pompei este trimis de Varvara la doctorul Melișor pentru a-l sfătui să depună plocoanele primite de la cei consultați la sediul CAP-ului, amenințându-l că în caz contrar va fi reclamat la organele abilitate. Filmul realizat de Praxiteea despre construirea serelor este proiectat în fața sătenilor, iar femeile îi bat pe bărbați după ce văd că aceștia apar în film mai tot timpul beți. 
Praxiteea afirmă că a fost chemată în sat de Geo pentru a-i filma pe țărani și a-i determina să se întoarcă în sat și să contribuie la ridicarea agriculturii. La finalul filmului, inginerul agronom se căsătorește cu Silvia, iar Praxiteea se întoarce la oraș. Medicul Ovidiu îi promite ziaristei că o să-i scrie și o să o viziteze la oraș.

## Distribuție
- Draga Olteanu-Matei — Varvara, soția lui Toderaș, președintele CAP-ului din Viișoara
- Marin Moraru — Toderaș, fost președinte al CAP-ului din Viișoara
- Constantin Diplan — inginerul agronom Geo Severus
- Carmen Galin — profesoara de muzică Praxiteea
- Sebastian Papaiani — tehnicianul Pompei, șeful organizației locale de tineret a PCR
- Nae Gh. Mazilu — tâmplarul Simion (menționat Nae Mazilu)
- Emil Hossu — medicul Ovidiu Ghiculescu
- Virgil Ogășanu — medicul Vasile Melișor
- Florina Cercel — tractorista Despina, fiica primarului și soția lui Tiberiu Popa (menționată Florina Cercel-Perian)
- Vasile Nițulescu — ciobanul șef Liviu Traian
- Haralambie Polizu — zootehnistul Văsălie Ioachim
- Paul Lavric — primarul Iustinian
- Monica Ghiuță — învățătoarea Silvia
- Ileana Iurciuc — Paulina, responsabila magazinului mixt din localitate, iubita lui Pompei
- Constantin Bîrliba — tractoristul Tiberiu Popa, soțul Despinei
- Mircea Cosma — Pătruț al Carolinei, directorul fabricii
- Octavian Cotescu — comentator
- Medeea Marinescu — fetița lui Toderaș și a Varvarei (menționată Ana Maria Marinescu)
- Cristea Cozariuc — elevul Nelu, șeful organizației locale de tineret a PCR
- Laura Roșca — fetița Iuliana
- Julieta Strîmbeanu — moașa (menționată Julieta Strîmbeanu-Weigel)
- Elena Sereda — Leontina, soția lui Liviu Traian
- Ovidiu Georgescu
- Rada Prejbeanu
- Rodica Mandache — secretara directorului fabricii
- Boris Gavlițchi
- Flavius Constantinescu
- Mircea Andreescu

## Producție
Scenariul filmului a fost scris de prozatorul Petre Sălcudeanu, ca o continuare a filmului Toamna bobocilor (1975) din care a preluat personaje și situații. Scenaristul avea „o anumită înclinație către lumea satului” (după cum a afirmat Draga Olteanu-Matei) și a intenționat să realizeze patru filme care să urmărească integrarea unui grup de absolvenți de facultate în viața rurală de-a lungul a celor patru anotimpuri ale unui an. Dintre acestea, au fost realizate numai trei, Vara bobocilor rămânând doar în faza de intenție. Sălcudeanu s-a gândit să formeze un cuplu alcătuit din Draga Olteanu-Matei și Marin Moraru, care să confere filmului o latură umoristică. 
Filmul a intrat în faza de producție la 22 noiembrie 1976, purtând titlul inițial „Iarna bărbaților”.  El a fost realizat în studiourile Centrului de Producție Cinematografică București. Filmările au durat 35 de zile și s-au desfășurat în perioada 31 ianuarie - 8 aprilie 1977, ele având loc în satul Purcăreni din județul Brașov.
Genericul animat a fost conceput și desenat de Florica Vintilă. Regizor secund a fost Lidia Slavu. Printre copiii care au apărut în acest film se află și viitoarea actriță Medeea Marinescu (n. 1974), care avea pe atunci doi ani și jumătate.  Ea a fost creditată pe generic Ana Maria Marinescu. 
Copia standard a fost definitivată la 30 iunie 1977. Cheltuielile de producție s-au ridicat la suma de 2.632.000 lei. 

## Seria „Bobocilor”
După filmul Toamna bobocilor (1975), scenaristul Petre Sălcudeanu și regizorul Mircea Moldovan au colaborat la realizarea a două continuări: Iarna bobocilor (1977) și Primăvara bobocilor (1987), mai slab primite de public. În ultima dintre ele, cuplul Varvara - Toderaș a fost interpretat de Tamara Buciuceanu-Botez și Dem Rădulescu. Scenaristul a intenționat să scrie și scenariul unui al patrulea film intitulat Vara bobocilor, dar acesta a rămas la stadiul de intenție. 
Spre deosebire de filmul anterior, Iarna bobocilor conține câteva neconcordanțe de nume: primarul se numea Horațiu în primul film și Iustinian în al doilea, tâmplarul Niculae este numit în acest film Simion, iar tractoristul Marmoloș devine Tiberiu Popa. Rolul inginerului Geo Severus jucat în primul film de Dumitru Furdui a fost preluat de Constantin Diplan.

## Recepție
Filmul Iarna bobocilor a avut parte de un mare succes la public, fiind vizionat de 3.163.456 de spectatori la cinematografele din România, după cum atestă o situație a numărului de spectatori înregistrat de filmele românești de la data premierei și până la data de 31.12.2007 alcătuită de Centrul Național al Cinematografiei. 
Jurnalistul Cristian Tudor Popescu, doctor în cinematografie și profesor asociat la UNATC, considera Iarna bobocilor drept un film cu caracter politic și propagandistic al epocii comuniste , realizat la comanda politică a conducerii statului. Astfel, la sfârșitul deceniului 7 al secolului al XX-lea, tinerii absolvenți de facultate au început să primească repartiții la țară, refuzându-li-se posturi în orașele mari, în urma unui decret al președintelui țării.  Ca urmare, a devenit necesară realizarea de filme prin care să li se inoculeze tinerilor absolvenți ideea că viața la țară este frumoasă, iar satisfacțiile profesionale sunt mari. Toamna bobocilor (1975) a reprezentat un început de drum în tratarea acestui subiect, fiind urmată de filme ca Iarna bobocilor (1977), Buletin de București (1983), Căsătorie cu repetiție (1985) și Primăvara bobocilor (1987).
Criticul Tudor Caranfil a dat filmului două stele din cinci și a făcut următorul comentariu: „Urmare a toamnei acelorași „boboci” din pitorescul sat Viișoara, cu schimbare de anotimp. Intelectualitatea satului socialist e întărită prin misterioasa apariție a profesoarei de elină Praxiteea. Silvia se teme că va rămâne fată bătrână din cauza fluctuației de cadre, apriga Varvară, președinta Cooperativei, e preocupată să stopeze exodul masculin spre fabrică, convingându-l pe directorul acesteia să-i construiască sere, iar Toderaș, în opoziție, nu e de acord cu politica agricolă a „jumătății” sale. „Bobocii” continuă să facă ravagii în ambiția lor de propășire a satului socialist, iar actorii să smulgă scăpărări comice din piatră seacă. Adevărata noutate o aduc pastelatele peisaje de iarnă rurală, surprinse de privirea lui Ion Marinescu, a cărui imagine vizează, mereu, adâncimi și spații ample. Atunci când se împrimăvărează, însă, odată cu zăpada, dispare și magia.”